# Ferdynand Antoni Ossendowski

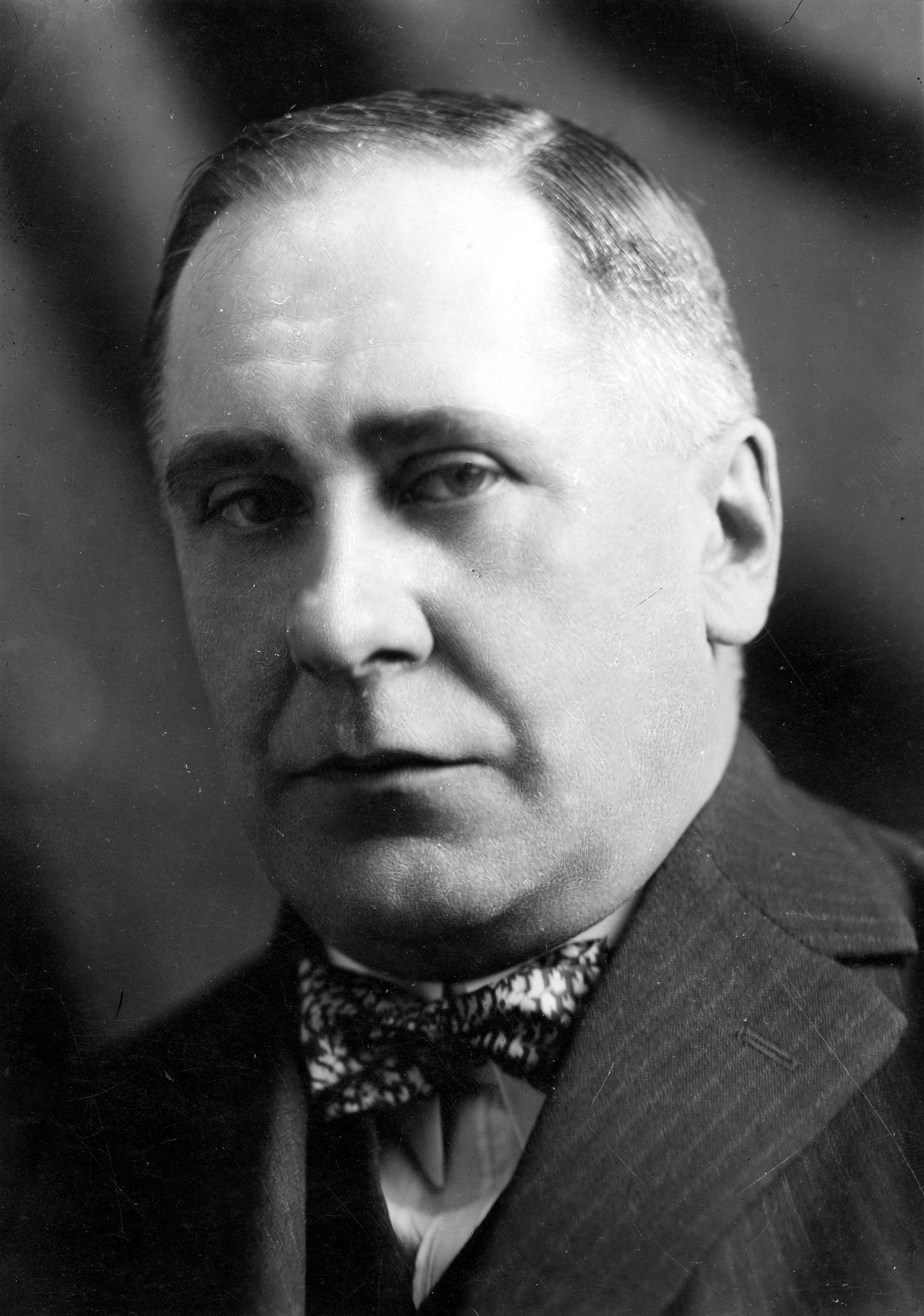
Ferdynand Antoni Ossendowski

Ferdynand Antoni Ossendowski (* 27. Mai 1876 in Ludza (poln.: Lucyn, deutsch: Ludsen) in Lettgallen, heutiges Lettland; † 3. Januar 1945 in Grodzisk Mazowiecki in Masowien, Polen) war ein polnischer Schriftsteller und Forschungsreisender.

## Leben

### Jugend, Studienjahre und erste Reisen
Ossendowski wurde auf dem Herrensitz seiner Familie im damaligen Gouvernement Witebsk des Kaiserreiches Russland geboren. Seine Gymnasialausbildung erhielt er in Kamieniec Podolski. Da sein Vater, der Arzt war, nach St. Petersburg ging, schloss er dort seine Grundbildung auf einer russischsprachigen Schule ab. Danach trat er in die mathematisch-naturwissenschaftliche Fakultät der Universität in St. Petersburg ein, wo er Chemie studierte. Als Universitäts-Assistent bereiste er abgelegene Gebiete des russischen Reichs wie Sibirien, den Altai und den Kaukasus.
Später verdingte sich Ossendowski auf der russischen Schifffahrtslinie von Odessa nach Wladiwostok im Sommer mehrmals als Schiffsschreiber. Diese Fahrten gaben ihm die Möglichkeit, weite Teile Asiens einschließlich Japans, des heutigen Indonesiens einschließlich Sumatras, China und Malayas zu besuchen.
Diese Reisen brachten ihm seine ersten Einnahmen als Schriftsteller, so für die Beschreibung seiner Reise auf die Krim und nach Konstantinopel. Für seinen Bericht einer Indienreise unter dem Titel Chmura nad Gangesem (deutsch: Wolken über dem Ganges) erhielt er den Literaturpreis der Petersburger Gesellschaft.
Nachdem er als Teilnehmer an einem Studentenprotest in St. Petersburg gezwungen war, Russland zu verlassen, setzte Ossendowski seine Studien 1899 an der Pariser Sorbonne fort. Professoren waren dort unter anderen Marie Curie-Skłodowska und Marcelin Berthelot. Im Jahre 1901 konnte er nach Russland zurückkehren, wo ihn sein früherer Professor Aleksander Zalewski an das neugegründete Institut für Technologie der Universität in Tomsk einlud, Vorlesungen in Chemie und Physik zu geben. Gleichzeitig lehrte er an der Akademie für Landwirtschaft und veröffentlichte eine Anzahl von wissenschaftlichen Arbeiten zu den Themen Hydrologie, Geologie, Chemie, Geografie und Physik.
Nach dem Ausbruch des Russisch-Japanischen Krieges (1904–1905) gründete Ossendowski in Harbin in der Mandschurei das Zentrale Technische Forschungslabor. Dieses Institut war von Russen finanziert worden, um die Entwicklung der Eisenerzvorkommen in der Mandschurei zu unterstützen. Zur selben Zeit war er der Vorsitzende der Außenstelle der Russischen Geografischen Gesellschaft in Wladiwostok. In dieser Funktion machte er einige Reisen in den Fernen Osten Russlands und nach Korea, Sachalin, zum Ussuri und entlang der Beringstraße.

### Von Revolution zu Revolution
In der Mandschurei wurde Ossendowski einer der Führer der dortigen polnischen Diaspora und veröffentlichte seinen ersten Roman in polnischer Sprache: Noc, zu deutsch: Nacht. Während der Russischen Revolution 1905 war er ein Teil des Revolutionskomitees, welches als linke Organisation versuchte, die Macht in der Mandschurei zu übernehmen. Nach dem Scheitern dieser Revolution in ganz Russland organisierte er einen Proteststreik gegen die brutale Unterdrückung in Kongresspolen. Dies führte zu seiner Verhaftung und zu einem Todesurteil durch ein Militärtribunal wegen Verschwörung gegen den Zaren. Diese Strafe wurde in eine siebenjährige Strafe im Arbeitslager umgewandelt.
1907 wurde Ossendowski entlassen. Die Entlassungspapiere sorgten jedoch dafür, dass er keine Anstellung erhalten und Russland nicht verlassen konnte. Er widmete sich dem Schreiben und schilderte zum Beispiel in seinem Roman W ludskoj pyli (deutsch: Im menschlichen Staub) seine Erlebnisse in russischen Gefängnissen. Dieser Roman brachte ihm einige Popularität, sodass er im Jahre 1908 nach St. Petersburg zurückkehren konnte. Dort war er unter anderem in den Redaktionen verschiedener Zeitschriften und Zeitungen in russischer und polnischer Sprache sowie als Vorstand der Gold-und-Platin-Industrievereinigung tätig.
Im Ersten Weltkrieg schrieb er unter dem Pseudonym Mark Tschertwan den Propagandaroman Mirnyje Sawojewateli (deutsch: Friedliche Eroberer) sowie zahlreiche Zeitungsartikel, die dem Handelshaus Kunst und Albers in Wladiwostok unterstellten, eine deutsche Spionage-Organisation zu sein. Darüber hinaus verfasste er verschiedene Bücher einschließlich eines Science-Fiction-Romans und Broschüren über die deutschen und österreichisch-ungarischen Kriegsverbrechen.
Nach Ausbruch der Februarrevolution 1917 zog sich Ossendowski nach Sibirien in die Stadt Omsk zurück, wo er an der Universität Vorlesungen hielt. Nach der Oktoberrevolution und dem Ausbruch des Bürgerkriegs in Russland näherte er sich der Regierung des Oberbefehlshabers Admiral Koltschak an, die die bolschewistische Seite bekämpfte. Er übernahm verschiedene Aufgaben, unter anderem als Aufklärungsoffizier, Entsandter zur amerikanischen American Expeditionary Force Siberia in Sibirien und Berater der 5. Polnischen Schützen-Division unter Major Walerian Czuma (1890–1962). 1918 war er auch für die Übergabe der von ihm selbst gefälschten Sisson-Dokumente an die Entente-Mächte verantwortlich. Diese sollten die Unterstützung der kaiserlich-deutschen Regierung für Lenin und die Bolschewiken nachweisen.

### Flucht aus Sibirien
Nach Koltschaks Niederlage im Jahre 1920 schloss sich Ossendowski einer Gruppe von Polen und „weißen Russen“ an, die versuchte, aus dem inzwischen von den Bolschewiken beherrschten Sibirien über die Mongolei, China und Tibet nach Indien zu gelangen. Im chinesisch kontrollierten Teil der Mongolei trafen sie auf die Auswirkungen des Putsches von Baron Roman Ungern von Sternberg. Dieser verstand sich als eine Reinkarnation des mongolischen Kriegsgottes Kantschendzönga. Seine Erfolge als Kriegsherr vergrößerten die Zahl seiner Truppen schnell. Ossendowski wurde der Kommandeur eines Truppenteils und für kurze Zeit der politische Berater und Chef des Geheimdienstes des Barons. Über diese Zeit ist wenig bekannt. Am Ende des Jahres 1920 wurde Ossendowski in diplomatischer Mission nach Japan und in die USA gesandt, von wo er nicht zurückkehrte.

### Schriftsteller und Politiker
Gegen Ende des Jahres 1921 veröffentlichte Ossendowski seine Erlebnisse in seinem ersten englischsprachigen Buch: Beasts, Men and Gods, das ein Erfolg wurde und bereits im Jahre 1924 in Deutschland mit dem Titel: Tiere, Menschen und Götter eine Auflage von 50.000 Exemplaren erreichte. Zur Frage der Authentizität der Erlebnisse Ossendowskis entwickelte sich eine größere Kontroverse, in die sich auch Sven Hedin einschaltete, der Ossendowski des Plagiats beschuldigte. Ossendowski und sein Frankfurter Verleger wiesen diese Vorwürfe zurück.
Über New York kehrte Ossendowski nach Polen zurück und hielt Vorlesungen an verschiedenen Institutionen in Warschau. Er entwickelte sich zu einem Berater der polnischen Regierung und zu einem „Sowjetologen“. Zur selben Zeit durchreiste er verschiedene Teile des Erdballs und veröffentlichte nach seiner Rückkehr jeweils Reiseberichte, die auch in andere Sprachen übersetzt wurden. Der nächste große Erfolg war sein Buch über Lenin. Das Buch kritisierte die Methoden der Politik in Sowjetrussland und die kommunistischen Führer.

### Zweiter Weltkrieg
Im Zweiten Weltkrieg konvertierte er zum katholischen Glauben, schloss sich dem polnischen Widerstand an und verließ Warschau nach dem Warschauer Aufstand von 1944. Er starb am 3. Januar 1945 in Żółwin.

## Nachleben
Am 18. Januar 1945 besetzten sowjetische Truppen das Dorf. Später exhumierten Vertreter des NKWD Ossendowskis Leiche, um sie zu identifizieren. Man suchte ihn, da er als Autor des Buches über Lenin anti-sowjetischer Agitation beschuldigt wurde.
Im Nachkriegspolen wurden Ossendowskis Bücher geächtet und aus den öffentlichen Bibliotheken entfernt. Erst ab 1989 wurden seine Bücher wieder in Polen verlegt. Seit 2004 wird er auf dem Friedhof in der Gartenstadt Milanówek mit einer Grabstätte geehrt.

## Auszeichnungen
- Goldener Lorbeer der Polnischen Akademie für Literatur

## Werke
- Zwierzęta, ludzie, bogowie. Warschau 1923, Posen 1927. Neuauflage Wydawnictwo Łuk, Byałystok 1991, ISBN 83-8518304-3.
  - Tiere, Menschen und Götter. Übersetzt von Wolf von Dewall. Frankfurter Societäts-Druckerei, Frankfurt am Main 1923. (Neuauflage List, München 1955)
- In den Dschungeln der Menschen und Wälder. Wolf von Dewall (Hrsg.). Frankfurter Societätsdruckerei, Frankfurt am Main 1924.
- Schatten des dunklen Ostens. Aus dem Polnischen von Ada Propper. Eurasia Verlags-Ges., Wien 1924. Volltext bei wikisource
- Cud bogini Kwan-Non: z życia Japonij. Poznań 1924.
- Japanische Erzählungen. Aus dem Polnischen übersetzt und bearbeitet von Ada Propper. Eurasia, Wien, Leipzig 1924.
- Zbuntowane i zwycięzone, Warschau 1925.
- Im sibirischen Zuchthaus. Wolf von Dewall (Hrsg.), Frankfurter Societätsdruckerei, Frankfurt am Main 1925.
- Die Löwin: ein marokkanischer Roman. übersetzt von Carl Hans Pollog. C. Reissner, Leipzig 1927.
- Schattenbilder aus dem neuen Rußland. Aus dem Englischen von Helene Klepetar. Phaidon, Wien 1928.
- Sklaven der Sonne: ein Stück Sittengeschichte des russischen Volkes. übersetzt von Ada Propper. Eurasia Verlagsgesellschaft, Wien 1928.
- Pięć minut pólnocy. Wydawnictwo Polskie R. Wegnera, Poznań 1928.
- Unter dem Gluthauch der Wüste: Quer durch Algerien und Tunis. Aus dem Englischen von Ernst Otto Marbach. Franke, Berlin 1929.
- Flammendes Afrika: Quer durch Marokko. Aus dem Englischen von Carl Hans Pollog. Franke, Berlin 1929.
- Hinter Chinas Mauer. Roman. Übersetzt von Ernst Otto Marbach. C. Reissner, Dresden 1929.
- Lenin. Ein biographischer Roman. Sieben Stäbe, Berlin 1930.
- Tagebuch einer Schimpansin. Mit Bildern von C. O. Petersen. Phaidon, Wien 1930.
- Puszcze Polskie. Wydawnictwo Polskie R. Wegnera, Poznań 1936.
- W krainie niedźwiedzi. Warschau 1932.
  - deutsch: Im Land der Bären. Mit Zeichnungen von Ottomar Starke. Stuffer, Baden-Baden 1946.